# Азиатская легкоатлетическая ассоциация
Азиатская легкоатлетическая ассоциация — континентальная управляющая организация в лёгкой атлетике стран Азии.
Штаб-квартира находится в Сингапуре.

## История
На конгрессе в Маниле, который проходил 20—21 ноября 1973 года, президент Ассоциации лёгкой атлетики Филиппин Хосе Серинг объявил о создании Азиатской любительской легкоатлетической ассоциации. В ходе конгресса были объявлены правила созданной организации, Хосе Серинг был назначен первым президентом ассоциации, а Морис Николас из Сингапруа стал первым генеральным секретарём.
На 29-м съезде IAAF в Риме 29—31 августа 1974 года в ходе голосования Азиатская легкоатлетическая ассоциация стала новым членом IAAF.
Нынешним президентом является Дахлан Джумаан Аль-Хамад из Катара, который был избран 1 июля 2013 года во время конгресса в Пуне.

## Члены ассоциации
| Страна                | Организация                                            |
| --------------------- | ------------------------------------------------------ |
| Афганистан            | Афганская легкоатлетическая федерация                  |
| Бахрейн               | Бахрейнская легкоатлетическая ассоциация               |
| Бангладеш             | Бангладешская легкоатлетическая федерация              |
| Бутан                 | Бутанская любительская легкоатлетическая федерация     |
| Бруней                | Брунейская любительская легкоатлетическая ассоциация   |
| Камбоджа              | Любительская легкоатлетическая ассоциация Камбоджи     |
| Китай                 | Легкоатлетическая ассоциация Китая                     |
| Гонконг               | Гонконгская любительская легкоатлетическая ассоциация  |
| Индия                 | Легкоатлетическая федерация Индии                      |
| Индонезия             | Легкоатлетическая ассоциация Индонезии                 |
| Иран                  | Любительская легкоатлетическая федерация Ирана         |
| Ирак                  | Иракская любительская легкоатлетическая федерация      |
| Япония                | Японская ассоциация легкоатлетических федераций        |
| Иордания              | Иорданская легкоатлетическая федерация                 |
| Казахстан             | Легкоатлетическая федерация Казахстана                 |
| Кувейт                | Кувейтская любительская легкоатлетическая федерация    |
| Кыргызстан            | Легкоатлетическая федерация Киргизии                   |
| Лаос                  | Лаосская любительская легкоатлетическая федерация      |
| Ливан                 | Федерация лёгкой атлетики Ливана                       |
| Макао                 | Легкоатлетическая ассоциация Макао                     |
| Малайзия              | Малайская легкоатлетическая федерация                  |
| Мальдивы              | Легкоатлетическая ассоциация Мальдив                   |
| Монголия              | Монгольская легкоатлетическая федерация                |
| Мьянма                | Федерация лёгкой атлетики Мьянмы                       |
| Непал                 | Непальская любительская легкоатлетическая ассоциация   |
| КНДР                  | Любительская легкоатлетическая ассоциация КНДР         |
| Оман                  | Оманская легкоатлетическая ассоциация                  |
| Пакистан              | Легкоатлетическая федерация Пакистана                  |
| Государство Палестина | Палестинская легкоатлетическая федерация               |
| Филиппины             | Филиппинская любительская легкоатлетическая ассоциация |
| Катар                 | Катарская ассоциация легкоатлетических федераций       |
| Саудовская Аравия     | Легкоатлетическая федерация Саудовской Аравии          |
| Сингапур              | Сингапурская легкоатлетическая ассоциация              |
| Республика Корея      | Корейская ассоциация легкоатлетических федераций       |
| Шри-Ланка             | Легкоатлетическая ассоциация Шри-Ланки                 |
| Сирия                 | Сирийская любительская легкоатлетическая федерация     |
| Таджикистан           | Легкоатлетическая федерация Таджикистана               |
| Таиланд               | Легкоатлетическая федерация Таиланда                   |
| Восточный Тимор       | Федерация лёгкой атлетики Восточного Тимора            |
| Туркменистан          | Любительская легкоатлетическая федерация Туркменистана |
| Китайский Тайбэй      | Легкоатлетическая ассоциация Китайского Тайбэя         |
| ОАЭ                   | Легкоатлетическая ассоциация ОАЭ                       |
| Узбекистан            | Легкоатлетическая федерация Узбекистана                |
| Вьетнам               | Вьетнамская легкоатлетическая федерация                |
| Йемен                 | Йеменская любительская легкоатлетическая федерация     |